# 國學院大學久我山中学校・高等学校
國學院大學久我山中学校・高等学校（こくがくいんだいがくくがやまちゅうがっこう・こうとうがっこう）は、東京都杉並区久我山に所在し、中高一貫教育を提供する私立中学校・高等学校。
高等学校において、中学校から入学した内部進学の生徒と高等学校から入学した外部進学の生徒が別々にクラスを編成する併設型中高一貫校。略称は「久我山」（くがやま）。「國學院久我山」よりも新字体の「国学院久我山」の名称を用いることが多い。

## 概要
設置者は学校法人國學院大學である。
設置課程は、普通科で男子部と女子部に分かれており、校舎と授業は完全な男女別学になっている。
授業は1コマ45分間で、平日は7時限目まで、土曜日は4時限目まで設定されている。

## 沿革
- 1942年 - 岩崎通信機社長岩崎清一によって財団法人岩崎学園久我山電波工業専門学校開校（久我山工業専門学校→久我山大学を経て1950年に閉校）。
- 1944年 - 久我山中学校開校[注 1]。
- 1948年 - 久我山高等学校開校、久我山中学校女子部開設[注 2]。
- 1949年 - 岩崎学園から久我山学園に変更。
- 1952年 - 学校法人國學院大學と合併、校名を國學院大學久我山中学校・國學院大學久我山高等学校に改称。
- 1967年 - 國學院大學久我山高等学校定時制女子部開校（～1979年）[注 3]。
- 1985年 - 中学校開校式挙行、中学校再開第1回入学式挙行、高等学校全日制女子1期生入学式挙行[注 4]。
- 1986年 - 教育組織を中学部・高校男子部・高校女子部の三部制とする。
- 1991年 - 中学校女子部再開入学式挙行。
- 1994年 - 創立50周年、教育組織を高等学校は男女併学制に改組。
- 2002年 - 教育組織を男子部・女子部の二部制に改組。
- 2004年 - 創立60周年を記念し記念館の設立が決定。
- 2014年 - 創立70周年。
- 2024年 - 創立80周年。

## 施設
- 男子部校舎
- 女子部校舎
- 文科会館
- 理科会館
- 学習センター(カフェテリア、図書館、売店など)
- グラウンド、中学グラウンド、中学第2グラウンド
- 第一体育館、第二体育館
- 男子錬成館、女子錬成館

## 制服
- 男子　黒ボタン5個の黒詰襟学生服。夏場は白いYシャツにグレーのズボン。
- 女子　白いセーラー服でスカーフが中学校はエンジ色、高等学校は黒色。

## クラス編成
いずれも高校2年生から、文系・理系クラスに分かれる。
【中高一貫生】
- 男子　STクラス(特進クラス)、一般クラス　※高校1年生からは成績優良クラス(優組)も編成される。
- 女子　STクラス(特進クラス)、CCクラス

【高入生】
- 男子　一般クラス　※スポーツ優秀クラスも編成される。
- 女子　一般クラス

## 進学実績
2024年度の卒業生数は434名。
過卒生を含めた合格実績は以下の通りで、大学附属校ながら例年9割以上の生徒が他大学へ進学する。
国公立大学
- 東京大学に3名など82名が合格している。

私立大学
- 早稲田大学に53名など1251名が合格している。※系列の國學院大學を除く。

医学部医学科
- 筑波大学などに24名が合格している。

内部進学
- 系列の國學院大學には66名が合格しているが、そのうち内部推薦進学者は37名で、内部進学率は例年1割未満である。

## 部活動
全国大会で5回優勝経験のあるラグビー部を始めサッカー部、硬式野球部、バスケットボール部、陸上競技部など全国大会で活躍する運動部が多い。
- ラグビー部：第55回全国高等学校ラグビーフットボール大会、第58回全国高等学校ラグビーフットボール大会、第62回全国高等学校ラグビーフットボール大会、第66回全国高等学校ラグビーフットボール大会、第77回全国高等学校ラグビーフットボール大会優勝
- サッカー部：第94回全国高等学校サッカー選手権大会準優勝
- 硬式野球部：2022年春（第94回）ベスト4

## 著名な卒業生

### スポーツ

#### ラグビー
| 名前       | 出身     | 生   | 卒   | Pos  | 進学先       | 所属                      | 主な経歴                                                     |
| ---------- | -------- | ---- | ---- | ---- | ------------ | ------------------------- | ------------------------------------------------------------ |
| 中村誠     |          | 1936 | 1955 | 不明 | 日本体育大学 | 元当校保健体育教諭        | 元当校ラグビー部監督・部長、昌平高等学校ラグビー部総監督     |
| 石塚武生   | 東京都   | 1952 | 1970 | FL   | 早稲田大学   | 元リコー                  | 元ラグビー日本代表主将、元常総学院高校ラグビー部監督         |
| 相沢雅晴   | 東京都   | 1958 | 1976 | LO   | 明治大学     | 元リコー                  | 元ラグビー日本代表                                           |
| 砂村光信   | 東京都   | 1958 | 1976 | SO   | 明治大学     | 元リコー                  | 元ラグビー日本代表                                           |
| 本城和彦   | 東京都   | 1960 | 1978 | SO   | 早稲田大学   | 元サントリー              | 元ラグビー日本代表                                           |
| 吉岡肇     | 東京都   | 1961 | 1979 | 不明 | 日本体育大学 | 元リコー                  | 國學院栃木高校ラグビー部監督                                 |
| 天野義久   | 東京都   | 1972 | 1990 | FL   | 明治大学     | 元サントリー              | 元ラグビー日本代表、ロラン・グループ株式会社代表取締役、俳優 |
| 信野将人   | 東京都   | 1973 | 1991 | SO   | 明治大学     | 元リコー                  |                                                              |
| 高田晋作   | 東京都   | 1978 | 1995 | LO   | 慶応義塾大学 |                           |                                                              |
| 滝澤佳之   | 東京都   | 1978 | 1996 | HO   | 明治大学     | 元リコー                  |                                                              |
| 上村康太   | 東京都   | 1980 | 1998 | FL   | 早稲田大学   | 元サントリー              |                                                              |
| 小堀弘朝   | 東京都   | 1981 | 1999 | WTB  | 明治大学     | 元クボタ                  |                                                              |
| 伊藤雄大   | 東京都   | 1982 | 2000 | PR   | 早稲田大学   | 元三菱重工相模原          |                                                              |
| 岡健二     | 東京都   | 1982 | 2000 | SH   | 慶応義塾大学 | 元セコム                  |                                                              |
| 青木佑輔   | 東京都   | 1983 | 2001 | HO   | 早稲田大学   | 元サントリー              | 元ラグビー日本代表                                           |
| 種本直人   | 神奈川県 | 1984 | 2002 | HO   | 早稲田大学   | 元NTTコミュニケーションズ |                                                              |
| 清水直志   | 東京都   | 1987 | 2005 | NO.8 | 早稲田大学   | ヤクルト                  |                                                              |
| 金子大介   | 東京都   | 1988 | 2006 | HO   | 慶応義塾大学 | キヤノン                  |                                                              |
| 高橋悠太   | 埼玉県   | 1988 | 2006 | PR   | 法政大学     | 元リコー                  |                                                              |
| 和田拓     | 神奈川県 | 1988 | 2006 | WTB  | 慶応義塾大学 | 元キヤノン                |                                                              |
| 伊藤拓巳   | 東京都   | 1989 | 2007 | WTB  | 帝京大学     | 日本IBM                   | 7人制日本代表                                                |
| 土屋鷹一郎 | 東京都   | 1989 | 2007 | LO   | 早稲田大学   | NTTドコモ                 |                                                              |
| 石原慎太郎 | 東京都   | 1990 | 2008 | PR   | 明治大学     | サントリー                | ラグビー日本代表                                             |
| 中村洋平   | 神奈川県 | 1990 | 2008 | SH   | 立教大学     | 元宗像サニックス          |                                                              |
| 米谷卓朗   | 千葉県   | 1990 | 2008 | PR   | 中央大学     | 元東芝                    |                                                              |
| 須藤拓輝   | 東京都   | 1991 | 2009 | HO   | 早稲田大学   | NTTコミュニケーションズ   |                                                              |
| 高平祐輝   | 東京都   | 1991 | 2009 | FB   | 明治大学     | NEC                       |                                                              |
| 小澤和人   | 東京都   | 1991 | 2009 | WTB  | 明治大学     | 元日野自動車              |                                                              |
| 大椙慎也   | 福岡県   | 1992 | 2010 | LO   | 明治大学     | NTTドコモ                 |                                                              |
| 深津健吾   | 東京都   | 1992 | 2010 | WTB  | 早稲田大学   | リコー                    |                                                              |
| 横尾千里   | 東京都   | 1992 | 2010 | HO   | 早稲田大学   | 東京フェニックスRC        | 女子ラグビー選手、7人制女子日本代表、女子日本代表            |
| 大塚健太   | 千葉県   | 1993 | 2011 | PR   | 慶応義塾大学 | ヤマハ発動機              |                                                              |
| 須藤元樹   | 東京都   | 1993 | 2011 | PR   | 明治大学     | サントリー                | ラグビー日本代表                                             |
| 高橋敏也   | 神奈川県 | 1993 | 2011 | SH   | 青山学院大学 | リコー                    |                                                              |
| 飯山竜太   | 茨城県   | 1994 | 2012 | WTB  | 帝京大学     | NEC                       |                                                              |
| 田中真一   | 東京都   | 1994 | 2012 | NO.8 | 明治大学     | キヤノン                  |                                                              |
| 松村拓海   | 東京都   | 1994 | 2012 | FL   | 法政大学     | NEC                       |                                                              |
| 山崎翔     | 東京都   | 1994 | 2012 | CTB  | 専修大学     | NEC                       |                                                              |
| 吉川遼     | 東京都   | 1995 | 2013 | WTB  | ワイカト大学 | 日野                      |                                                              |
| 島田悠平   | 東京都   | 1997 | 2015 | WTB  | 筑波大学     | クボタ                    |                                                              |
| 北原璃久   |          | 1999 | 2016 | SO   | ワイカト大学 | 日野                      |                                                              |
| 中楠一期   | 神奈川県 | 2000 | 2018 | No.8 | 慶応義塾大学 | リコー                    |                                                              |
| 槇瑛人     | 岡山県   | 2000 | 2018 | WTB  | 早稲田大学   | 静岡                      |                                                              |

#### 野球
- 秋元宏作 - 元プロ野球選手
- 川北和典 - 元プロ野球選手
- 佐伯秀喜 - 元プロ野球選手
- 井口資仁[2] - 元プロ野球選手、元千葉ロッテマリーンズ監督
- 森笠繁 - 元プロ野球選手
- 矢野謙次 - 元プロ野球選手
- 河内貴哉 - 元プロ野球選手
- 松田進 - 元プロ野球選手
- 伊藤博 - トレーニングコーチ
- 尾崎直輝 - 同校硬式野球部監督
- 田村知佳-女子野球日本代表、女子野球部監督。

#### サッカー
- 吉田靖 - 元サッカー選手（早大ア式蹴球部出身、現浦和レッドダイヤモンズ・レディース監督、元ロアッソ熊本監督、元U-19日本代表監督、FIFA U-20ワールドカップ2007・カナダ大会日本代表監督
- 川口晃 - 元プロサッカー選手（酪農学園大サッカー部出身、広島・名古屋など　現スポーツトレーナー）
- 浦上壮史 - 元プロサッカー選手（現・川崎フロンターレU-18GKコーチ）
- 三田光 - 元プロサッカー選手、元アテネ五輪予選代表
- 関光博 - 元プロサッカー選手
- 津田和樹 - 元プロサッカー選手
- 高橋周大 - 元プロサッカー選手（早大ア式蹴球部出身、現エリースFC東京在籍）
- 小幡純平 - 元プロサッカー選手（専修大学サッカー部出身）
- 丸山祐市 - プロサッカー選手（明治大学サッカー部出身、川崎フロンターレ在籍）元日本代表・元ロンドン五輪予選代表
- 田邉草民 - 元プロサッカー選手
- 松下純土 - 元プロサッカー選手（慶大ソッカー部出身）
- 三竿雄斗 - プロサッカー選手（早大ア式蹴球部出身、Aリーグ・メン・パース・グローリーFC在籍）
- 後藤雅明 - プロサッカー選手（早大ア式蹴球部出身、V・ファーレン長崎在籍）
- 山内寛史 - プロサッカー選手（早大ア式蹴球部出身、Y.S.C.C.横浜在籍）
- 富樫佑太 - プロサッカー選手（ガイナーレ鳥取在籍）
- 平野佑一 - プロサッカー選手（国士舘大学サッカー部出身、セレッソ大阪在籍）
- 名倉巧 - プロサッカー選手（V・ファーレン長崎在籍）
- 渡辺夏彦 - プロサッカー選手（慶大ソッカー部出身、FVイレルティッセン在籍）
- 花房稔 - プロサッカー選手（国士舘大学サッカー部出身、Y.S.C.C.横浜在籍）
- 澁谷雅也 - プロサッカー選手（国士舘大学サッカー部出身、ミネベアミツミFC在籍）
- 澤田雄大 - プロサッカー選手（東京学芸大学蹴球部出身、奈良クラブ在籍）
- 塩貝健人 - プロサッカー選手（慶大ソッカー部出身、NECナイメヘン所属）

#### バスケットボール
- 安藤毅 - 元プロバスケットボール選手（國學院大バスケットボール部出身、元埼玉ブロンコス）：1998年卒業
- 竹田謙 - プロバスケットボール選手（青学大バスケットボール部出身、リンク栃木ブレックス在籍）
- 信平和也 - 元プロバスケットボール選手（國學院大バスケットボール部出身、元東京アパッチ）
- 石坂秀一 - 元バスケットボール選手（中大バスケットボール部出身、元パナソニック、元日本代表）
- 近森裕佳 - バスケットボール選手（早大バスケットボール部出身、日立サンロッカーズ在籍）
- 小野龍猛 - バスケットボール選手（中大バスケットボール部出身、千葉ジェッツふなばし在籍
- 東宏輝 - バスケットボール選手（名古屋学院大学バスケットボール部出身、しながわシティ在籍

#### 陸上
- 武井隆次 - 陸上長距離選手（早大競走部出身、エスビー食品在籍 / 元5000m高校記録保持者、箱根駅伝の第7区区間記録を長年保持した）

#### モータースポーツ
- 石浦宏明 - レーシングドライバー

### 放送・芸能
- 大塚明夫 - 声優、俳優、ナレーター
- 矢尾一樹 - 声優、俳優、ナレーター
- 林正明 - 映画監督、脚本家、作家（陸上部OB）
- 早川光 - 映画監督、エッセイスト
- 大久保竜 - テレビプロデューサー（TBS）
- 村上てつや - ゴスペラーズ（サッカー部OB）
- 黒沢薫 - ゴスペラーズ
- 小林恵美 - 元タレント
- 波多江孝文 - 元琉球放送アナウンサー
- 佐古忠彦 - 元TBSアナウンサー
- 真鍋由 - テレビ朝日元アナウンサー、現・同局報道局社会部記者
- 堀内康雄 - オペラ歌手、藤原歌劇団、武蔵野音楽大学教授。
- 南波雅俊 - TBSアナウンサー、元NHK
- 上野聡行 - 熊本県民テレビアナウンサー
- 江橋摩美 - 元山形放送アナウンサー・現在太平洋放送協会フリーアナウンサー
- 藤田富 - 俳優
- 佐倉星 - 女優
- サワヤン（トカチョフ・サワ、トカチョフ・ヤン） - YouTuber
- 高野正成（きしたかの）[3] - お笑い芸人
- 石川由依[3] - 声優・女優
- AYAKA（NiziU） - アイドル

### その他
- 大久保直彦[4] - 元公明党副代表
- 青木彰宏 - AOKIホールディングス社長
- 角川春樹 - 角川春樹事務所会長兼社長、幻戯書房会長
- 小日山功 - 三井情報社長
- 松本朗 - 立命館大学経済学部教授
- 木實谷雄太 - ノーザンファーム天栄場長
- 柿沼陽平 - 早稲田大学教授
- 多ケ谷亮 - 衆議院議員
- 桑田龍征 - 実業家、ホスト
- 桑名龍吾 - 高知市長
- 富岡茂永 - 富岡八幡宮宮司

## 教職員
- 左幸子（女優、元中学校音楽・体育教員）

## 交通アクセス
- 京王井の頭線久我山駅から徒歩12分
- 京王線千歳烏山駅から久我山病院行き関東バス「国学院前」下車すぐ
- JR線三鷹駅から京王バス鷹64「御嶽神社」下車、徒歩7分

## 対外関係

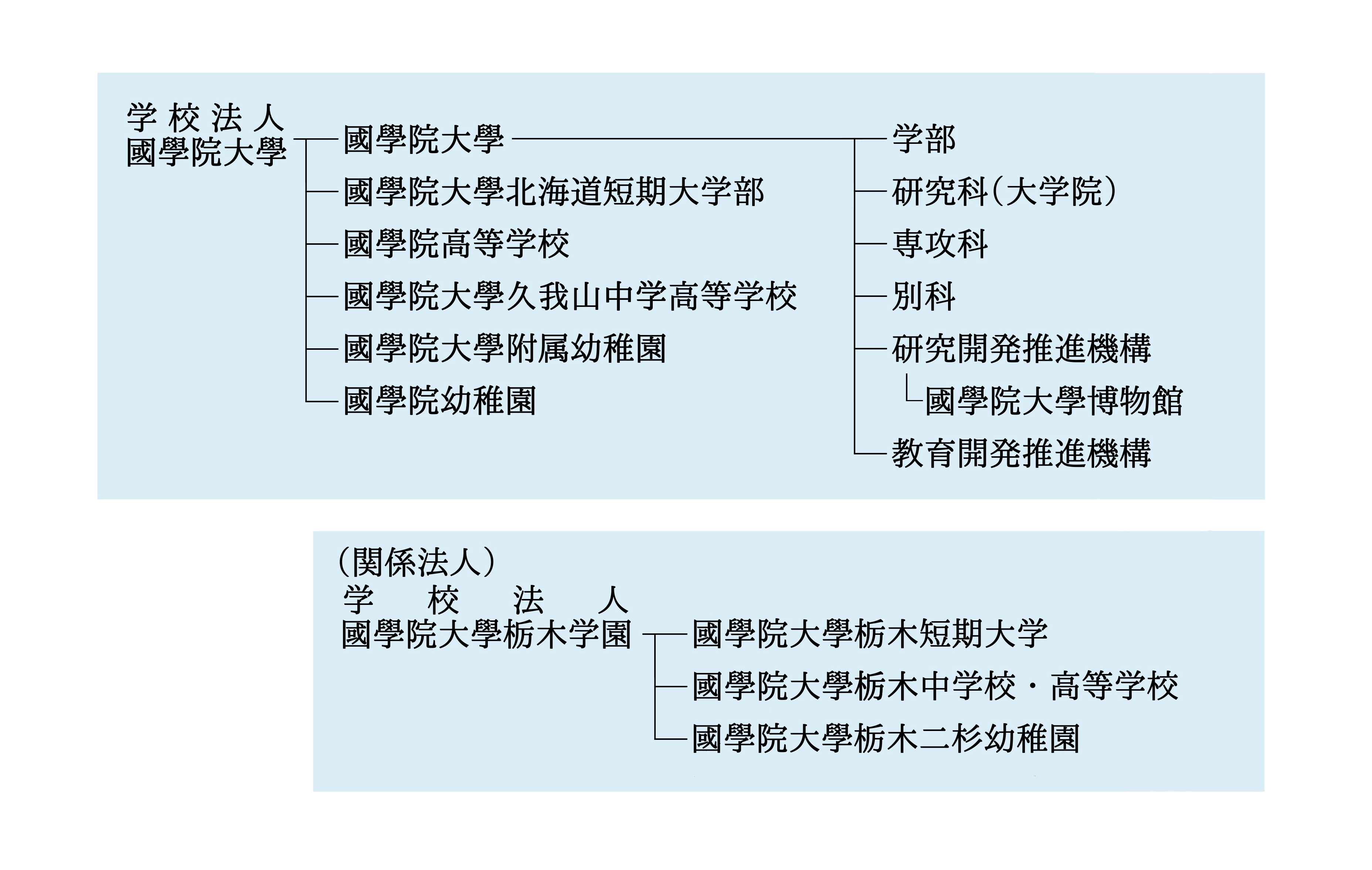
学校法人國學院大學組織図

### 系列校
- 学校法人國學院大學
  - 國學院大學
  - 國學院大學北海道短期大学部
  - 國學院大學幼児教育専門学校
  - 國學院高等学校
  - 國學院大學附属幼稚園
  - 國學院幼稚園

### 姉妹校
- 学校法人國學院大學栃木学園
  - 國學院大學栃木短期大学
  - 國學院大學栃木中学校・高等学校
  - 國學院大學栃木二杉幼稚園